# Армі Куусела
Армі Куусела (фін. Armi Kuusela; рід. 20 серпня 1934, Мухос, Фінляндія) — фінська фотомодель і акторка, переможниця конкурсу краси «Міс Всесвіт 1952».

## Біографія
Батьки Арми, Аарне Куусела і Мартта Кюре, познайомилися в канадському місті Онтаріо, де вони одружилися і де народилася їхня перша дитина. Провівши в Канаді кілька років, вони повернулися до Фінляндії, оселившись в містечку Мухосе в Північній Пог'янмаї.
Мати Армі Мартта народила сина і п'ятьох доньок, одна з яких померла у віці двох з половиною років. Четверта дочка Армі народилася 20 серпня 1934 року.
У 1951 році у 17 років Армі почала відвідувати жіночий коледж у Порвоо. Вона захоплювалася плаванням, лижами, гімнастикою і збиралася вступити на факультет гімнастики Гельсінського університету.

### Міс Всесвіт
24 травня 1952 року Армі Куусела перемогла на першому у Фінляндії національному конкурсі краси Suomen Neito, що дало їй право в тому ж році представляти Фінляндію на першому конкурсі Міс Всесвіт, який проходив у місті Лонг-Біч, Каліфорнія, США. У конкурсі взяло участь 30 конкурсанток з різних країн світу, і Куусела посіла перше місце.
Незабаром після перемоги Армі фінський режисер Вейкко Ітконен зняв фільм «Найкрасивіша дівчина в світі», в якому Куусела грає саму себе, а Тауно Пало — Джека Коулмана. Сценарій до фільму написав Міка Валтарі.
Крім того, присвячена Куусела пісня «Armi» стала відомою у виконанні фінського співака Олаві Вірта.

### Подальша життя
Незабаром Армі Куусела познайомилася з філіппінським підприємцем Віргіліо Хіларіо. 4 травня 1953 року вони одружилися в Токіо, після чого переїхали в особняк поблизу Маніли. Наступного року подружжя зіграло головні ролі у філіппінському мюзиклі «Зараз і назавжди», в якому Куусела виконала, зокрема, пісню Майка Веларде «Minamahal kita» («Я люблю тебе») тагальською мовою. У тому ж 1954 році Рейно Хелісмаа переклав цю пісню фінською мовою, і фінською її виконала Тамара Храмова.
В шлюбі Куусела народила п'ятеро дітей. У 1975 році чоловік помер від серцевого нападу.
У 1978 році Куусела одружилася з американським дипломатом Альбертом Вільямсом. Спочатку вони жили в Барселоні, потім в Ізмірі (Туреччина), і, нарешті, в Сан-Дієго (Каліфорнія).

## Відео
- Фрагмент фільму «Найкрасивіша дівчина в світі» (1953) I [Архівовано 22 вересня 2016 у Wayback Machine.]
- Фрагмент фільму «Найкрасивіша дівчина в світі» (1953) II [Архівовано 3 жовтня 2016 у Wayback Machine.]
- Армі Куусела у старої фінської рекламі шоколадних цукерок (1952)